# オリジナリティ (曲)
「オリジナリティ」 は、松浦航大の楽曲。2021年6月23日にビクターミュージックアーツより、各種音楽配信サービスにてリリースされた。

## 概要
- aoiroのメンバーとして活動していた松浦航大のソロデビュー作[5][6]。
- 本作には、好きや憧れを突き詰めることでつかめる自分らしさがあるというメッセージが込められている[7]。

## 収録内容
| #         | タイトル           | 作詞・作曲 | 編曲      | 時間 |
| --------- | ------------------ | ---------- | --------- | ---- |
| 1.        | 「オリジナリティ」 | 松浦航大   | 小川ハル  | 4:09 |
| 合計時間: | 合計時間:          | 合計時間:  | 合計時間: | 4:09 |

## モノマネバージョン
リリースから5日後となる6月28日に、多数のものまねタレントを呼び様々なアーティストのものまねで「オリジナリティ」を歌唱した動画がYouTube上に投稿された。
| 出演者             | 出演者     |
| ------------------ | ---------- |
| 荒牧陽子           | 杉野ひろし |
| ビューティーこくぶ | まなまる   |
| ミラクルひかる     | 山田七海   |
| ゆうや佑哉         | YOMA(斬波) |
| よよよちゃん       | 松浦航大   |